# Калдесак (Ајдахо)
Калдесак (енгл. Culdesac) град је у америчкој савезној држави Ајдахо.

## Демографија
По попису из 2010. године број становника је 380, што је 2 (0,5%) становника више него 2000. године.
| Група             | 2000.       | 2010.       |
| Белци             | 353 (93,4%) | 314 (82,6%) |
| Афроамериканци    | 2 (0,5%)    | 0 (0,0%)    |
| Азијати           | 0 (0,0%)    | 0 (0,0%)    |
| Хиспаноамериканци | 6 (1,6%)    | 20 (5,3%)   |
| Укупно            | 378         | 380         |